# Classe T-43
Pour les articles homonymes, voir T43.
La classe T-43 (Projet 254 selon la dénomination soviétique) est une classe de dragueurs de mines océaniques multi-rôle conçu en URSS dans les années 1940. Construit entre 1947 et 1957 pour la marine soviétique, il a été exporté dans plusieurs pays dont l'Algérie, la Chine, l'Égypte, la Pologne, etc.

## Description
Certains modèles, armés de quatre (IIx2) canons de 25 mm ont 60 mètres de long et déplacent 600 tpc.
Dans la marine soviétique, ils ont servi d'hydrographes, de navires piquet radar, de bâtiment base de plongeurs, de navires de mesure de bruits hydroacoustique, d'essais, etc. Quelques-uns ont été armés par le KGB.

## Opérateurs
- Union soviétique : une quarantaine était en service en 1985 dans leur rôle d'origine, douze comme patrouilleur. Aucun n'est en ligne dans l'actuelle marine russe en 2002.
- Chine : 33 étaient en service dans la marine de l'armée populaire de libération au 1er janvier 2002. Ils ont été construits sous licence à Guangzhou entre 1956 et 1980.
- Pologne : 12 en service en 1985 dont 10 construits en Pologne à Gdynia entre 1956 et 1959.
- Égypte : plusieurs transférés par l'URSS entre 1954 et 1959. Un a été coulé comme cible le 26 janvier 1981 par un missile antinavire Otomat tiré depuis la terre. Six enregistrés en 2001.
- Albanie : Quatre ont été transférés par l'Union soviétique à l'Albanie en 1960. Tous se sont réfugiés en Italie au début de 1997, sauf un qui a coulé au large de Brindisi le 17 mars 1997. Restitués en 1998 à l'Albanie, le statut opérationnel de trois unités restantes laisse à douter.
- Indonésie : Deux en service en 1985, transférés en 1962 et 1964. Aucun en service en 2001.
- Irak : 2 en 1991 mit hors de combat durant la guerre du golfe.
- Algérie : Aucun en service en 1985.
- Syrie : Un coulé lors de la bataille de Lattaquié en 1973.

## Sources
- Flottes de combat 1985 et 2002